# Þaralátursfjörður
Þaralátursfjörður (etwa Algenbrutfjord) ist ein kleiner Fjord in den Westfjorden von Island.
Der Fjord liegt im östlichen Teil von Hornstrandir. Nach Osten ragt die Landzunge Þaralátursnes weit ins Meer und trennt ihn vom Reykjarfjörður nyrðri, in den ein Wanderweg führt. Eine Straßenverbindung gibt es hierher nicht. Als letzter wurde der Hof Nes 1950 verlassen. Nach Westen trennt die Halbinsel Furufjarðarnúpur den Fjord vom Furufjörður. Das Land im Fjord ist zum großen Teil unbewachsen und ein großes Vorkommen des Arktischen Weidenröschens, das in den Westfjorden selten ist. Der Fluss Þaralátursós führt das Schmelzwasser vom Drangajökull.
þari ist das isländische Wort für Alge. látur → sellátur ist der Ort, wo Seehunde ihre Jungen zur Welt bringen. Es gibt in Island auch die Ortsbezeichnung Hvallátur, sinngemäß also eine große Schäre, wo Wale gebären.